# Lynford Anderson
Linford Anderson, alias Andy Capp (* 8. Juli 1941 in Clarendon Parish, Jamaika; † 16. März 2020 in Austell, Georgia) war ein jamaikanischer Toningenieur, Sänger und Plattenproduzent.

## Diskographie
- Pop a Top. Single, 1968
- Andy Capp & King State: Herbsman Shuffle, Single, 1969
- Law part 1 & 2. Single, Duke Records, 1970